# Готское кладбище
Готское кладбище (также Канджанка, Готвейское кладбище) — устоявшееся название археологического объекта — христианского кладбища XIV—XVIII века в селе Верхоречье Бахчисарайского района Крыма. Решением Крымского облисполкома № 16 от 15 января 1980 года (учётный № 722) «средневековое кладбище XIV—XVIII века» объявлено историческим памятником регионального значения.

## Описание
Расположено на холме на окраине центральной части села (ранее локализовалось «к востоку от поселения»). Ещё в XIX веке на вершине холма были видны развалины церкви, впоследствии утраченные. Историк, доктор философии Оксфордского университета М. Б. Кизилов считает, что в некрополе люди были похоронены по христианскому обычаю, что это были представители смешанного грекоговорящего населения, и относит захоронения к XIV—XVIII веку.

Во второй половине XIX века некрополь посетил (видимо, первым из исследователей) и красочно описал в книге «Очерки Крыма: Картины крымской жизни, природы и истории» 1872 года Е. Л, Марков, перед этим узнав у местных жителей, что «на их памяти никто никогда не осматривал старых могил и не заезжал к ним с подобной целью»
Вокруг беспорядочных развалин церкви, шло по скату горы огромное кладбище, сплошь усеянное могильными плитами и гробницами разнообразного и оригинального вида. Добрая половина их вросла в землю; от некоторых торчали только углы. Ни одной надписи, даже ни одной буквы не нашел я на этих каменных гробницах. Все они были высечены из плотного и тяжелого известняка и отличались своею величиной. Те, которые очень углубились в землю, были особенно велики, три с половиной, четыре и более аршина длины
Первые научные сведения о некрополе содержатся в работах Д. Н. Анучина и В. И. Сизова 1885 года, но учёные интересовались деформированными черепами из захоронений, привезёнными в 1884 году с кладбища на выставку VI археологического съезда в Одессу (бытовало мнение, что это аланские могильники первых веков нашей эры). На черепах сохранялись «остатки кожи, волос, тканей, а также металлические украшения, именно: бронзовые серёжки и большие бронзовые булавки с цепочками, состоящими из колечек и различных (круглых и продолговатых) блях», что позволило считать останки женскими. Д. Н. Анучин доказал, что черепа не "деформированы в полном объёме… …с ясно выраженным уплощением затылка, вытянувшим «непосредственно от долгого ношения младенца в колыбели, к которой (то есть доске), может быть привязывалась голова с помощью бинтов», и датировал их XVI—XVII веками. 

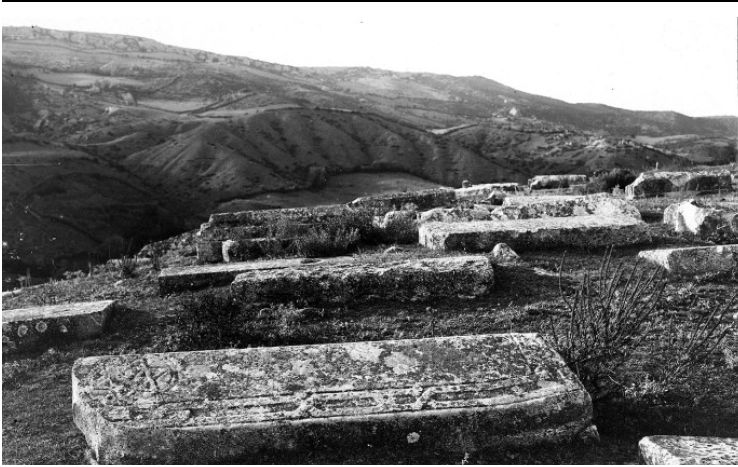
Средневековое кладбище в с. Бия-Сала (Верхоречье), северная сторона. Фото 1913 года.

Уже после съезда В. М. Сизов произвел разведочные раскопки, вскрыв два погребения. В одном найдены останки, на которых были «заметны остатки тканей» одежды, а на пальце правой руки — медный перстень с сердоликом. Во втором захоронении, с надгробием в виде прямоугольной плиты с рельефным изображением вроде «гребня», была обнаружена «одежда из шёлка, с вышитыми из узорного позумента крестами, хорошо сохранились. У нижней челюсти сохранилась борода, чёрного цвета, мелкими кудрями. У правого плеча связка стеблей напоминает о букете цветов». Сизов датировал захоронение временем « незадолго от переселения греков из этих мест». Больше серьёзных археологических раскопок на кладбище не проводилось.
Кратко описал памятник, обратив особое внимание на некоторые стелы «в армяно-восточном вкусе», А. Л. Бертье-Делагард в книге «Керменчик : (Крымская глушь)». Латышев В. В. объяснял одну из немногих сохранившихся надписей как «две строки очень мелких греческих букв не разобранных, а внизу отчетливая дата 6871 (1363)» — с этого года принято отсчитывать существование кладбища. Н. И. Репников в «Материалах к археологической карте юго-западного нагорья Крыма» 1940 года (опубликованы в 2017 году) дал наиболее полное на сегодняшний день описание памятника, он же приводит местное название кладбища Канджанка. О. И. Домбровский и Е. В. Веймарн умозрительно считали, что это кладбище нужно датировать IX—XV веком, что не поддерживается современными исследователями.